# Stangspring (atletik)
 Der er for få eller ingen kildehenvisninger i denne artikel, hvilket er et problem. Du kan hjælpe ved at angive troværdige kilder til de påstande, som fremføres i artiklen.

Stangspring er en atletikdisciplin, hvor deltagerne bruger en lang fleksibel stang som hjælpemiddel til at springe over en overligger, som er placeret på to stilbare søjler.

## Rekorder

### Verdensrekorder udendørs
- Verdensrekorden i stangspring for mænd er 6,26 meter (udendørs) og blev sat i 2024 ved Diamond League i Polen af Armand Duplantis (f. 1999) fra Sverige. For kvinder er rekorden 5,06 meter, sat i 2009 af russeren Jelena Isinbajeva.

### Verdensrekorder indendørs
- Armand Duplantis fra Sverige har rekorden for mænd på 6,25 m, sat den 5. august 2024 i Paris.
- Jennifer Suhr fra USA har rekorden for kvinder på 5,02 m, sat den 2. marts 2013 i Albuquerque.

### Danmarksrekord
- Piotr Buciarski har dansk rekord for mænd med 5,75 m (udendørs, 2002).
- Caroline Bonde Holm har dansk rekord for kvinder med 4,43 m (indendørs, 2014) og 4,36 m (udendørs, 2012).

### Mændenes 6-meter klub
I det følgende er listet de stangspringere, som har sprunget over højden 6 meter. Denne såkaldte "6-meter klub" er særdeles eksklusiv. Sergej Bubka blev i 1985 den første springer, der klarede højden.
| Stangspringerens navn | Nation                     | Udendørs | Indendørs | Første år over 6 meter |
| --------------------- | -------------------------- | -------- | --------- | ---------------------- |
| Armand Duplantis      | Sverige                    | 6,25 m   | 6,18 m    | 2018                   |
| Renaud Lavillenie     | Frankrig                   | 6,05 m   | 6,16 m    | 2009                   |
| Sergej Bubka          | Sovjetunionen / Ukraine    | 6,14 m   | 6,15 m    | 1985                   |
| Steven Hooker         | Australien                 | 6,00 m   | 6,06 m    | 2008                   |
| Sam Kendricks         | USA                        | 6,06 m   | 6,01 m    | 2017                   |
| Maksim Tarasov        | Rusland                    | 6,05 m   | 6,00 m    | 1997                   |
| Dmitri Markov         | Australien                 | 6,05 m   | 5,85 m    | 1998                   |
| Brad Walker           | Australien                 | 6,04 m   | 5,86 m    | 2006                   |
| Okkert Brits          | Sydafrika                  | 6,03 m   | 5,90 m    | 1995                   |
| Jeff Hartwig          | USA                        | 6,03 m   | 6,02 m    | 1998                   |
| Igor Trandenkov       | Rusland                    | 6,01 m   |           | 1996                   |
| Timothy Mack          | USA                        | 6,01 m   |           | 2004                   |
| Yevgeny Lukyanenko    | Rusland                    | 6,01 m   |           | 2008                   |
| Radion Gataullin      | Sovjetunionen / Usbekistan | 6,00 m   | 6,02 m    | 1989                   |
| Tim Lobinger          | Tyskland                   | 6,00 m   |           | 1997                   |
| Toby Stevenson        | USA                        | 6,00 m   |           | 2004                   |
| Paul Burgess          | Australien                 | 6,00 m   |           | 2005                   |
| Jean Galfione         | Frankrig                   |          | 6,00 m    | 1999                   |
| Danny Ecker           | Tyskland                   |          | 6,00 m    | 2001                   |

## Kvindernes 5-meter klub
De eneste kvinder, som har klaret højden 5 meter er Ruslands verdensrekordholder, Jelena Isinbajeva, som nåede over denne højde første gang i 22 juli 2005 i London, samt USA's Jennifer Suhr.
| Stangspringerens navn | Nation  | Udendørs | Indendørs | Første år over 5 meter |
| --------------------- | ------- | -------- | --------- | ---------------------- |
| Jelena Isinbajeva     | Rusland | 5,06 m   | 5,01 m    | 2005                   |
| Jennifer Suhr         | USA     | 4,92 m   | 5,02 m    | 2013                   |